# 1923 (드라마)
《1923》은 2022년 12월부터 2025년 4월 6일까지 파라마운트+에서 방영된 미국의 서부 드라마 텔레비전 시리즈이다. 텔레비전 시리즈 《옐로우스톤》(2018-24)의 프리퀄 작품이자 미니시리즈 《1883》(2021-22)의 후속 작품이다.

## 출연진
메인
- 헬렌 미렌
- 해리슨 포드
- 브랜던 스클레너
- 제롬 플린
- 대런 맨
- 이저벨 메이
- 브라이언 게러티
- 미셸 랜돌프
- 티머시 돌턴

리커링
- 로버트 패트릭
- 제니퍼 일리
- 세바스티앙 로셰
- 말리 셸턴
- 마이클 그레이아이스
- 마이클 스피어스
- 제니퍼 카펜터

게스트
- 제임스 배지 데일
- 팀 디케이
- 브루스 데이비슨
- 제슬린 길시그
- 페테르 스토르마레